# Bierutów

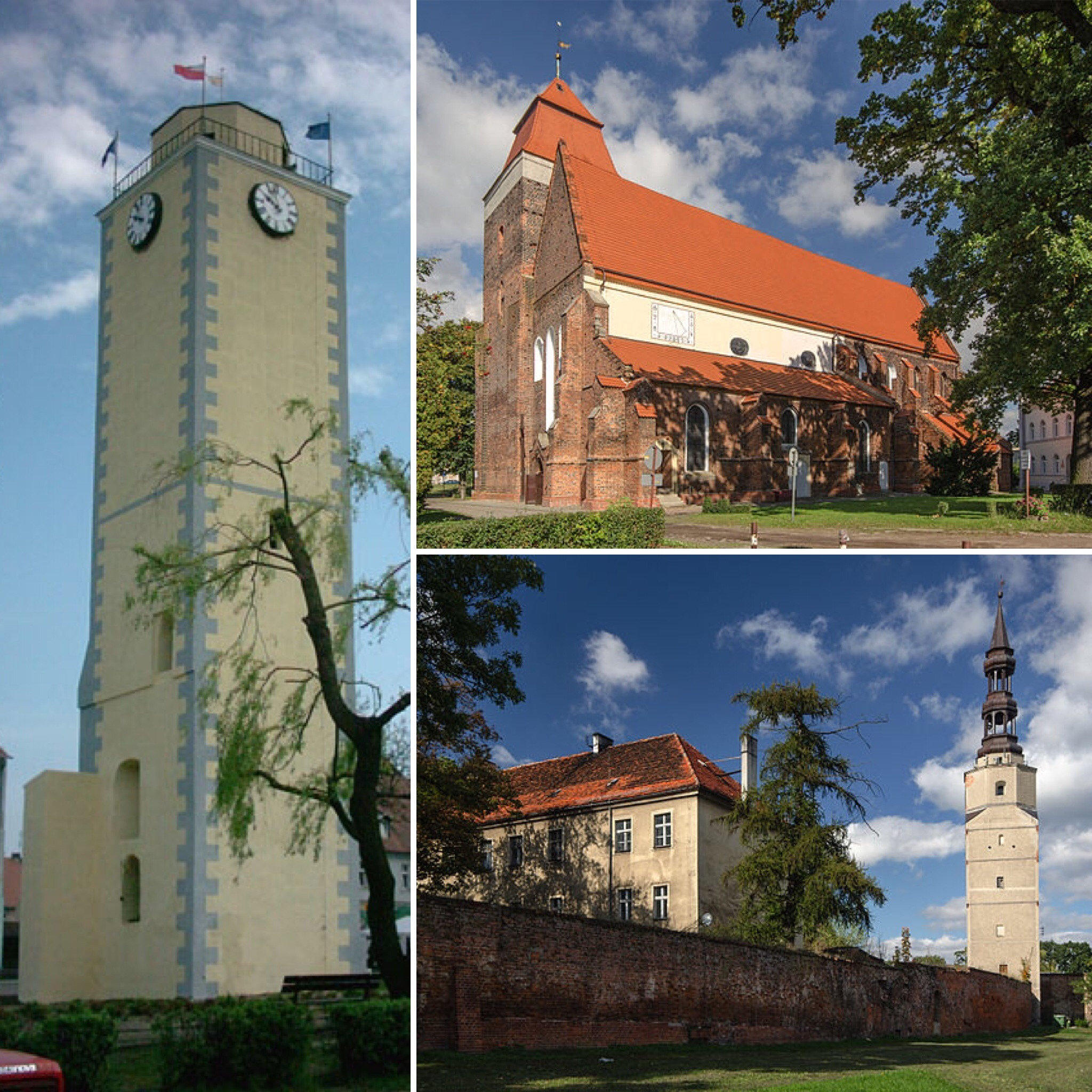

Bierutów là một thị trấn thuộc Oleśnicki, tỉnh Dolnośląskie ở miền tây nam Ba Lan. Thị trấn có diện tích 9 km². Đến ngày 1 tháng 1 năm 2011 dân số của thị trấn là 5018 người và mật độ 600 người/km².